# Helicopsyche helicoidella
Helicopsyche helicoidella is een schietmot uit de familie Helicopsychidae. De soort komt voor in het Neotropisch gebied.